# 1994 aux Territoires du Nord-Ouest
Chronologie des Territoires du Nord-Ouest
- 1990
- 1991
- 1992
- 1993
- 1994
- 1995
- 1996
- 1997
- 1998

Cette page concerne les événements survenus en 1994 dans le territoire canadien des Territoires du Nord-Ouest.

## Politique
- Premier ministre : Nellie Cournoyea
- Commissaire : Daniel Norris
- Législature :